# Liadagmis Povea
Liadagmis Povea, född 6 februari 1996, är en kubansk friidrottare som tävlar i tresteg.

## Karriär
Vid de panamerikanska spelen 2019 tog Povea brons i tresteg. Vid OS 2020 placerade hon sig på en femte plats i trestegsfinalen.